# Traquet deuil
Oenanthe lugens
Espèce

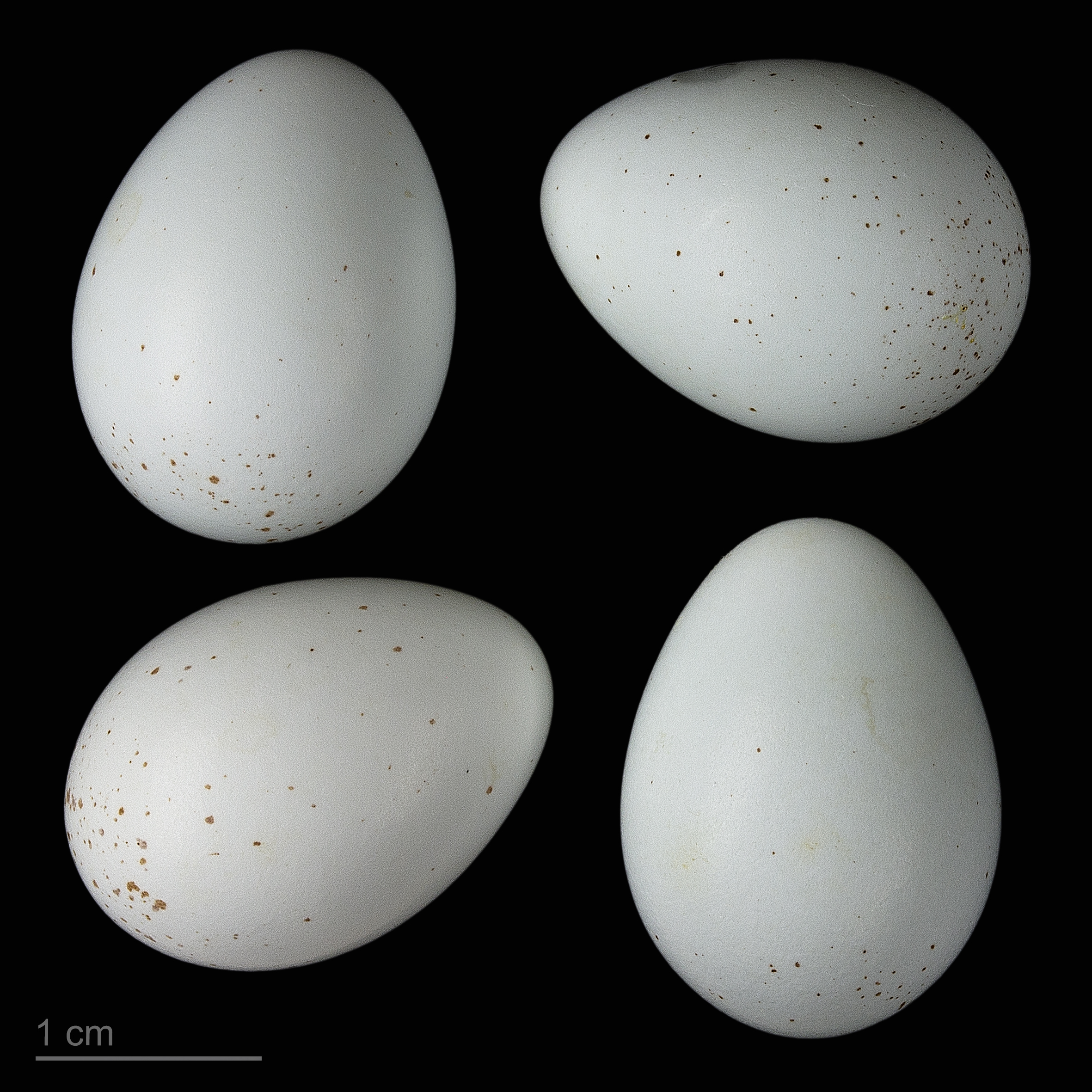
Oeufs de Oenanthe lugens lugens - Muséum de Toulouse

Le Traquet deuil (Oenanthe lugens) est une espèce de passereaux appartenant à la famille des Muscicapidae, native du Moyen-Orient.

## Répartition et sous-espèces
Selon la classification de référence du Congrès ornithologique international (15.1, 2025) :
- O. l. lugens lugens (Lichtenstein, 1823) — de l'est de l'Égypte au nord de l'Iraq ;
- O. l. lugens persica (Seebohm, 1881) — Iran.